# Newe Ilan
Newe Ilan (hebr.: נווה אילן) – moszaw położony w samorządzie regionu Matte Jehuda, w Dystrykcie Jerozolimy, w Izraelu.

## Położenie
Leży w górach Judzkich w odległości około 7 km na zachód od Jerozolimy, w otoczeniu moszawów Sho'eva, Jad ha-Szemona i miasteczka Qiryat Je'arim.

## Historia
W 1946 roku z inicjatywy Dawida Ben Guriona Żydowski Fundusz Narodowy zakupił tutejszą ziemię od arabskiego effendi wioski Abu Ghausz. Miał tutaj powstać żydowski kibuc, pełniący rolę ochrony drogi prowadzącej z równiny nadmorskiej do Jerozolimy. Utworzenie kibucu nastąpiło w październiku 1946 roku. Jego pierwszymi mieszkańcami zostało 17 młodzieńców i 14 młodych kobiet, którzy byli imigrantami z Europy, przeważnie z Francji. Początkowo osada składała się z ufortyfikowanego bunkru i magazynu amunicji, natomiast mieszkańcy żyli w namiotach – dopiero później wybudowano dwa pierwsze baraki mieszkalne. Funkcję pokoju stołowego i kuchni pełnił kamienny dom zakupiony od effendi. Na okolicznych wzgórzach Żydowski Fundusz Narodowy przeprowadził wielką akcję zalesiania, dzięki czemu utworzono duży las sosnowy.
Podczas wojny domowej w Mandacie Palestyny, pod koniec listopada 1947 Arabowie opanowali okoliczne wzgórza i zablokowali przebiegającą poniżej strategiczną drogę do Jerozolimy. 8 maja 1948 w Newe Ilan skoncentrowały się siły żydowskiej organizacji Hagana, które następnie przeprowadziły atak na pobliską arabską wioskę Sari. Przez cały ten czas znajdowała się tutaj jedna z baz oddziałów szturmowych Palmach. Podczas prowadzonych w okolicy walk, wokół kibucu Newe Ilan zainstalowano oświetlenie zasilane przez dostarczający prąd generator. W ten sposób podkreślono istnienie w tym miejscu żydowskiej osady, która walczyła o otworzenie drogi do Jerozolimy.
Na początku I wojny izraelsko-arabskiej w maju 1948 roku jordański Legion Arabski ostrzelał Newe Ilan, powodując duże straty materialne. Pomimo to, w 1949 nastąpiła rozbudowa kibucu, a do mieszkańców dołączyli nowi imigranci z Francji i Algierii. Osada przeżywała jednak poważne trudności gospodarcze, które wynikały w znacznej mierze z trudnego położenia w odciętym od państwa żydowskiego górzystym miejscu Judei. Uniemożliwiało to normalny rozwój i powodowało pogarszanie się warunków socjalnych. Z tego powodu w 1956 nastąpiło rozwiązanie kibucu, a jego mieszkańcy wyjechali.
Współczesny moszaw został założony na początku 1971. Do domów wybudowanych przez Agencję Żydowską wprowadzili się młodzi żydowscy imigranci ze Stanów Zjednoczonych. W 1995 doszło do wielkiego pożaru, podczas którego spłonęły okoliczne lasy. W następnych latach prowadzono olbrzymie prace rekultywacji i melioracji okolicznych wzgórz, na których zasadzono drzewa oliwkowe, dęby i szarańczyny.

## Gospodarka
Gospodarka moszawu opiera się na rolnictwie i turystyce. Tutejszy hotel C-Hotel Plaza Neve Ilan jest wykorzystywany do organizacji różnorodnych konferencji i szkoleń. Oferuje on wysoki standard usług i posiada basen kąpielowy. To właśnie tutaj Ehud Olmert świętował zwycięstwo w wyborach parlamentarnych 2006 roku.
Na wschód od moszawu znajduje się centrum komunikacyjne dużej firmy hi-tech Globus Group Ltd.

## Komunikacja
Z moszawu wychodzi droga nr 4115, która dochodzi do oddalonego 1 km na wschód centrum stacji telewizyjnej Globus Group. Krzyżuje się ona tam z drogą nr 425, którą jadąc na południe dojeżdża się do węzła drogowego z autostradą nr 1, natomiast jadąc na wschód dojeżdża się do miasteczka Qiryat Je'arim.